# 沃 (上萨瓦省)
沃村（法語：Vaulx，法語發音：[vo]）是法国上萨瓦省的一个市镇，位于该省西部，属于阿讷西区。

## 地理
沃村（45°55'48"N, 5°59'44"E）面积11.19 平方千米，位于法国奥弗涅-罗讷-阿尔卑斯大区上萨瓦省，该省份为法国东部省份，历史上为薩伏依的一部分，北与瑞士接壤，西接安省，南至萨瓦省，东与瑞士和意大利接壤。
与沃村接壤的市镇（或旧市镇、城区）包括：埃泰尔西、菲耶尔河畔欧特维尔、洛瓦尼、农格拉尔、圣厄塞布、锡兰日、蒂西。
沃村的时区为UTC+01:00、UTC+02:00（夏令时）。

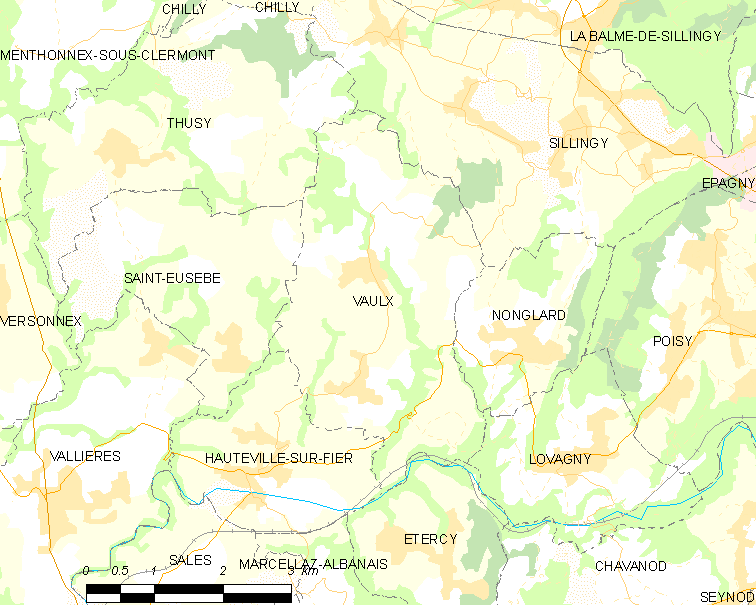
沃村的OSM定位图

## 行政
沃村的邮政编码为74150，INSEE市镇编码为74292。

## 政治
沃村所属的省级选区为吕米伊县。

## 人口

1962-2008年间沃村人口变化图示

沃村于2022年1月1日时的人口数量为1080人。

## 交通
上萨瓦省省道D3线和D44线经过沃境内，有客运巴士前往省会阿讷西。